# 木村健悟
木村 健悟（きむら けんご、1953年9月4日 - ）は、日本の政治家、元男性プロレスラー、宮城野部屋所属の元大相撲力士、元歌手。品川区議会議員（4期）。現災害・環境対策特別委員長。区議会議員としては「木村けんご」名を使用
。本名は、木村 聖裔（きむらせいえい）。愛媛県新居浜市出身。血液型B型。ニックネームは「稲妻戦士」。妻は東京都目黒区議会議員を6期務めた木村洋子。
1980年代の新日本プロレスにおいて、藤波辰巳の盟友および抗争相手として活躍した。2003年の引退後は実業家を経て、区議会議員であった夫人の影響で2011年に自らも政治家に転身した。

## 来歴
1969年、大相撲の宮城野部屋に入門、木村山（きむらやま）の四股名で同年7月場所初土俵。しかし約1年足らずで廃業となり、最高位は序二段30枚目。大相撲廃業後、1972年1月に日本プロレスに入門し1972年8月2日に鹿児島県大島郡喜界町（喜界島）の喜界中学校グラウンドでの佐藤昭雄戦でデビューを果たした。
1973年3月、付き人を務めていた坂口征二と共に新日本プロレスへ移籍。1978年より海外武者修行に出発し、ヒールとして活動。パク・チュー（Pak Choo）のリングネームでアメリカのNWAロサンゼルス地区にも進出し、6月23日にミスター・イトーと組んでブラック・ゴールドマン&ヘクター・ゲレロ、9月1日にロディ・パイパーと組んでゴールドマン&剛竜馬を破り、NWAアメリカス・タッグ王座を2度獲得。ロサンゼルスではロン・バス、チャボ・ゲレロ、マンド・ゲレロ、ヘイスタック・カルホーン、ペドロ・モラレス、そして全日本プロレスから修行に出ていたプリンス・トンガとも対戦している。12月8日にはメキシコのEMLLでエル・ファラオンからNWA世界ライトヘビー級王座を奪取した。
帰国後、藤波辰巳とジュニアヘビー級のタイトルを争い、藤波のライバルとして活躍。1980年7月2日にはブレット・ハートを破り、藤波の返上で空位となっていたNWAインターナショナル・ジュニアヘビー級王座を獲得。以降、ピート・ロバーツ、藤波、チャボ、ロン・スターを相手に防衛戦を行い、10月3日にチャボに敗れるまで戴冠した。
1981年9月から10月にかけてはドイツ（当時の西ドイツ）に遠征。ビッグ・ジョン・クイン、ムース・モロウスキー、ミレ・ツルノ、パット・ローチ、スティーブ・ライト、エド・ウィスコスキー、ブレット・ハート、ジム・ナイドハート、ゴロー・タナカ、エイドリアン・ストリート、ザ・UFOなどと対戦した。
1982年よりヘビー級に転向したが、タイガーマスクや長州力がプッシュされる中、引き立て役的なポジションに甘んじ、TV中継試合ではボブ・オートン・ジュニアやジミー・スヌーカなどニューカマーの外国人レスラーのジョバーを務める。しばらく活躍の機会に恵まれなかったものの、1985年5月24日、藤波とのタッグチームでディック・マードック&アドリアン・アドニスを破り、WWFインターナショナル・タッグ王座を獲得。WWFと新日本プロレスとの提携解消に伴い、同王座は10月31日付で返上に至るも、12月12日に藤波と組んでアントニオ猪木&坂口に勝利し、IWGPタッグ王座の初代王者チームとなった。
1986年8月には藤波と共にアメリカ南部のメジャーテリトリーに遠征しており、同月12日にはフロリダ州タンパのCWFにて藤波とのタッグでファビュラス・ワンズ（スティーブ・カーン&スタン・レーン）と、16日にはテキサス州ダラスのWCCWにてシングルでキラー・ブルックスと対戦した。
その後、藤波と敵対関係となり抗争を繰り広げる。1987年1月14日には後楽園ホールにて藤波対木村のワンマッチ興行が行われた。敗れた木村は再起を図るべく渡米し、ベニー・ユキーデのもとでフルコンタクト・キックボクシングを習得。帰国後はパンタロンスタイルとなり、3月26日に大阪城ホールにてプロ空手のケリー・J・ウイルソンと異種格闘技戦を行い、バックドロップ、右ストレートのコンビネーションで勝利を飾った。
1987年11月9日、後楽園ホールで開幕した「’87ジャパンカップ争奪タッグリーグ戦」で藤波と組み長州&斎藤組と闘う。13分1秒、スモールパッケージホールドで長州からフォール勝ちを収めた。長州は、1984年8月2日に蔵前国技館で猪木にフォール負けして以来、3年3ヶ月ぶりのフォール負けだった。しかし、木村がスモールパッケージを仕掛ける直前で生放送が切れたため、3カウントが入った瞬間はテレビに映らなかった。
1988年のスーパー・ファイト・シリーズ開幕戦より、リングネームの表記を木村健吾から木村健悟に改めた。 改名後最初の試合は4月11日の後楽園ホール大会における藤原喜明と組んでのスコット・ホール&クラッシャー・クランチキー戦で、ワールドプロレスリングの放送が土曜16時に移行して最初の大会だった（木村の試合は放送なし）。
1992年8月、越中詩郎らと反選手会同盟、のちの平成維震軍を結成し、副将格として活躍する。1993年2月には天龍源一郎とシングルマッチを行い、敗れはしたが天龍へのパワーボムを成功させた。
体力が衰え始めた平成維震軍解散前後(1999年解散)には、自身の役割が長らく“やられ役”であったことも重なり、露骨に弱々しさを感じさせる事が多くなっていた。木村もそれを自覚しており、2003年4月18日の後楽園ホールでの西村修とのシングルマッチ（キャッチレスリングルール）を最後に現役引退した。木村の引退試合の相手には、長年のライバルでもある藤波を希望していたが藤波の体調が優れず、ついには実現しなかった。引退後は、新日本プロレスのスカウト部長の要職に就き、ワールドプロレスリングの解説も行なっていたが、2006年3月27日付で退職した。
新日本プロレス退職後の2006年4月、株式会社円天興行の代表取締役社長となる。母体会社の会長を坂口征二から紹介してもらったと新聞インタビューで語っていたが、2007年9月に社長職を辞し、2008年2月、都内にリサイクルショップを開業した。
2011年4月24日、第17回統一地方選挙にて実施された東京都品川区議会議員選挙に出馬し、初当選。
2014年に黄色靭帯骨化症に罹患し、手術を受けたことを公表した。
2015年4月26日、第18回統一地方選挙にて前回より600票上乗せし2798票で品川区議会議員選挙2期目当選を果たした。
2019年4月21日、第19回統一地方選挙にて前回より600票下回ったものの2198票で品川区議会議員選挙3期目当選を果たした。
2023年4月23日、第20回統一地方選挙にて2476票で品川区議会議員選挙4期目当選を果たした。

## 人物
プロレスラーには気性が荒い者が多い中、非常に温厚な性格で、他者を押し退けてまで自己主張することがないため、プロレスラーには向いていない性格だと言われる。（闘魂Vスペシャル～猪木・エリックVS木村・武藤～にてターザン山本が発言）。
デビュー直後に巡業先の徳之島にて、当時東京スポーツの記者であった門馬忠雄に対して「この会社（日本プロレス）、潰れるね…」と漏らしていた（デビュー当初は日本プロレス選手会のメンバーではなかった）。門馬は木村の発言を受けて「日プロ崩壊寸前」の記事を送信しようとしたがためらっていた他（実際、東スポにも記事は掲載されなかった）、ジャイアント馬場が抜けた日本プロレスが将来的に崩壊することを確信していた。日本プロレス最後の試合となった1973年3月8日の栃木県佐野市大会では（当日木村は伊藤正男と対戦）、桜田一男に顔面流血を負わされた大城大五郎を救出に行こうとした坂口を、同じ新日本プロレス移籍組である小沢正志と共に坂口による救出行動を阻止することに成功した（坂口が大城の救出に行った場合、坂口は大木金太郎、高千穂明久、桜田などの日プロ残留組に袋叩きにされていたのは明らかであった）。結果、日本プロレスは木村の新日本プロレス入団の半月後である1973年4月に崩壊した。
新日本プロレス入団の経緯からも、直接の師匠筋である坂口派と見られることが多かったが、猪木を崇拝している。これについて健悟は度々、「（尊敬する人物は）人間としては坂口征二。プロレスラーとしては、これはもう、絶対に、アントニオ猪木」と述べている。ちなみに木村は夫人との結婚を決めた理由を「社長（猪木）の奥さん（倍賞美津子、当時）に瓜二つだったから」と公言している。また、息子と孫娘の名前に猪木の本名寛至の寛の字を付けている。
若手時代のあだ名は、一線を超えて試合相手を怪我させてしまうことから「クラッシャー」だった。なおこのあだ名は、後に前田日明→橋本真也へと受け継がれていく。
温厚とされる一方で、キレると収拾がつかない事も時折あり、武藤のスペース・ローンウルフ時代に急遽組まれた猪木＆ケビン・フォン・エリック組VS木村＆武藤組では、猪木が武藤を試合そっちのけで血だるまにしたことに激怒し、試合後に「あそこまでやることねぇじゃねえか!」と、パイプ椅子を持って猪木の控え室に乗り込んでいった。この時は猪木と坂口が必死になだめた。また海外武者修行時には、日本人を侮辱する態度を取ったアメリカ人相手に、ストリートファイトで制裁した（同様のエピソードは、新日の後輩・前田日明にもある）。
『FIGHTING TV サムライ』の番組内にて「稲妻人生相談コーナー」をしていたこともある。

## プロレスラーとして
新日本プロレス創世期は、創設組の猪木派（山本小鉄、魁勝司、柴田勝久、木戸修、藤波辰巳とその後の入門組の浜田広秋、荒川真、藤原喜明、栗栖正伸ら）と合流組の坂口派（永源遥、木村、小沢正志、大城大五郎）の派閥があり、それによって選手の売り出し方に差が出ていた。若手の登竜門カール・ゴッチ杯は第1回優勝者が藤波、準優勝が小沢。第2回優勝者が藤原、準優勝が木村。第3回は若手のリーグ戦にベテランの魁が入り優勝、木村は準優勝に終わり、すべて猪木派が優勝している。木村は海外遠征に出るのも藤波より約3年遅く、また4年も後輩の佐山サトルよりも遅かった。藤波はニューヨークでWWWFジュニアヘビー級王座を獲得し、金曜8時のゴールデンタイムで放送されたが、木村がメキシコでNWA世界ライトヘビー級王座を獲得しても大きくは報じられず、凱旋帰国第1戦も放送されなかった。

### ファイトスタイル
他者を押し退けてまで前に出ることをしない性格や、受け身・受けの演技の上手さ、さらにはレスリング技術と攻めの組み立ての苦手さなどから、引き立て役・負け役を一手に引き受けていた。
木村は大技をほとんど使わず、ブック上ほぼ全ての試合で、いわゆる最終的な“勝利”に結び付く試合運びをしない。相手の攻撃を受けに受けて、相手の攻めの魅力を引き出し、グロッキー状態の演技またはダメージが大きいように見せることに長けている。さらには負けてもすぐに立ち上がらず、ずっとのびていて勝利者を引き立たせるなど、名ジョバーぶりを発揮していた。
新外国人の初戦で試合を組まれることも多く、木村のやられっぷりによってその新外国人の強さがファンや視聴者に印象付けられた。
木村のこれらの働きぶりは、プロレス団体において非常に重要な役割であると言えるが、木村のそれは、あまりにも弱々しさのみを感じさせるものが多かったため、批判的な評価も多い。
ファイトスタイルはタッグ戦においても変わることはなく、「散々攻撃を受けてグロッキー状態になり、攻撃の隙を見計らって四つん這いになりながらコーナーまで帰ってタッチをする」、もしくは「タッチできそうなポジションまで這って行くと、対戦相手に足を引っ張られながらリング中央まで引き戻される」等がお決まりのムーブであった。なお、足を引っ張られる時は自軍のコーナーに手を差し伸べながら引っ張られ、タッチできる場合の這い方は大変素早い。

### 稲妻レッグラリアット
その見た目から、効かないのでは？と言われるプロレス技の代表格であるが、初披露した際には谷津の鎖骨を折っている。そのため以降は、当て方や高さを調整したり、ヒットする左スネにサポーターを着けたりという工夫をしている。それでもマトモに入った場合には、藤波や佐々木健介を失神させている。
脚の攻撃は腕の3倍の威力が出せるという理由で、脚のラリアットである稲妻レッグラリアットを開発。人差し指を掲げ「イナヅマ！」と叫んでから技を放つことが多かった。
当初は梶原一騎原作の「悪役ブルース」の主人公・吹雪純也が覆面レスラーとして使っていた技と酷似していた為、「ジャパニーズ・ラリアット」とプロレス専門誌で書かれたこともあったが、実況の古舘伊知郎が「稲妻のような電光石火で叩き込む、足でのラリアート」と叫んだことから、(1983年の年末あたりから）この名前が使われるようになった。
木村は、「当時必殺技と言えば、アントニオ猪木の延髄斬り、スタン・ハンセンのウェスタン・ラリアットだった。その２つを合わせたらスゴイだろうと、考えたのが稲妻レッグラリアット」とも語っている。
放つ高さを使い分け、胸板を打ち抜く稲妻と喉元を打ち抜く稲妻があった。一試合(タッグ戦)で喉元を打ち抜く稲妻で健介を失神KOし、胸板を打ち抜く稲妻で長州にフォール勝ちしたこともある（越中・木村 VS 長州・佐々木 ：平成維震軍自主興行)。
喉元を打ち抜く稲妻レッグラリアットに対しては、猪木が「俺にはあんな（危険な）技を使うな」とも言っていたことがある。
この技は文字通り木村の代名詞となっており、脇役ながら確実に観客を沸かせることができた。また「稲妻」は木村の決めゼリフとなっており、インタビュアーなどに「一言お願いします」と言われるとほぼ「イナヅマ！」と答えるのがお約束である。ワールドプロレスリングの放送で、フィリピン遠征の際にいきなり木村の顔のアップが画面に登場し、「フィリピンからイナヅマ！」と叫んだこともある。

### 主な戦績
- 対抗戦になると強さを発揮。
  - 1980年3月31日、後楽園ホールでの国際プロレスとの対抗戦で永源遥と組み、マイティ井上&アニマル浜口の保持するIWA世界タッグ王座に挑戦し、プランチャで浜口を失神KO、長期欠場させた[17]。
  - 1990年2月10日、東京ドームでの全日本プロレスとの対抗戦で木戸修と組み、ジャンボ鶴田&谷津嘉章と対戦。鶴田を相手に、普段の受け主体の試合スタイルとは異なる激しい攻防を繰り広げた。
  - 1992年10月23日、後楽園ホールでのWARとの対抗戦で越中詩郎と組み、天龍源一郎・北原光騎と対戦、激闘を展開した。それ以前にも木村・越中VS冬木・北原や木村・越中・青柳VS天龍・北原・折原など、WAR との対抗戦では昨今の木村のファイトからは想像できないほど積極的な攻め(ラフ殺法)やたたみかけを見せ、両軍のファンを大変驚かせた。

### レスラーからの評価
- 武藤敬司はCSの『FIGHTING TV サムライ』で「おれは木村健悟さんの付き人で楽でよかった。あの人は怒らないから」とコメント。「ほかの人の付き人だったら辞めていたかもしれない」とまで言っている(木村は付き人に、「大変だろうから」と、ポケットマネーで毎月５万円をあげていた)。
- 天龍は健悟を大変高く評価しており、「木村の顔を見ただけで、『コノ野郎！』と思う。長年新日本を支えていたので背負っているものがデカイ」、「アイツ、俺とやるときは、（稲妻を）キッチリ首に入れてくるんだよ」「木村健悟ほどのレスラーがあの位置でくすぶってる新日本の層の厚さがうらやましい」などと話した。
- 長州は「木村は強いよ。木村が本気出してたら、アイツだって天下獲れてたよね」と讃えた。

### 藤波との抗争から伝説のワンマッチ興行への流れ
発端は、1986年10月9日に開催されたINOKI闘魂LIVEの公開スパーリング（10月6日）に遡る。ランス・フォン・エリックとの対戦を予定されていた武藤敬司の凱旋帰国日程が遅れたことによるカード変更を受けて、木村が藤波への挑戦を表明したが、9月23日にIWGPタッグ王座を二人で奪回したばかりであり、時期尚早と藤波が対戦を拒否した。
翌シリーズでも木村は対戦を執拗にアピール。前田日明が闘魂LIVEの異種格闘技戦でのダメージからシリーズを全試合欠場となり、11月3日に予定されていたIWGPタッグ防衛戦（藤波＆木村vs前田＆藤原喜明戦）が流れたことから、藤波も対戦を受諾した。しかし、10月27日の奈良大会で、藤波がコンガ・ザ・バーバリアンにジャーマンを仕掛けた際に負傷（奥歯が抜け、手術して元に戻した）して欠場したため、対戦がまた実現せず（11月3日の代替カードはアントニオ猪木＆ケビン・フォン・エリックvs木村＆武藤）。
次の'86ジャパン・カップ争奪タッグリーグでは藤波は武藤と、木村はジョージ高野とタッグを組んでエントリーしたが、共に決勝には進めず、12月10日の大阪城ホールで急遽シングルマッチが組まれたが、木村は淡白な内容で藤波に回転エビ固めで敗れた。
翌1987年、新日本の新春シリーズ「ニューイヤー・ダッシュ」開幕戦後楽園ホール大会（1月2日）において木村のアピールで藤波vs木村戦が組まれた。木村は試合前に「正々堂々と戦って勝つ」、そして、選手紹介前に田中リングアナからマイクを取り上げ、「この試合に負けたら俺は海外に行くから! お前もそのぐらいの気持ちで来い!」とコメントした。（この試合のレフェリーはミスター高橋）
試合は、ゴング前のボクシング・パンチの奇襲攻撃から始まった。その後も気合のこもったストンピングなどのラフ攻撃を中心としたスタイルで藤波を追い詰めた。
これは前述の大阪城ホールでの試合があまりにも淡白な内容に終始してしまった自らの試合運びに対する苛立ちを払拭するかのような戦い方であった。そんな意気込みは、ファンの間で幻の必殺技と言われていた変形のサソリ固めである「足あやとり殺法」トライアングル・スコーピオンを久々に見せたことにも現れている。試合終盤、レッグサポーターに「スパナ」といわれる凶器を入れた稲妻レッグ・ラリアットを敢行。
フォール勝ちを奪うも、反則行為が発覚してノーコンテストとなった。木村は試合後に「勝つためには手段を選ばない」とコメントした。なお、この試合は1月5日に「ワールドプロレスリング」にて録画中継された。
翌1月3日に再戦が即マッチメイクされたが、藤波が暴走して反則負けとなる。試合後坂口は「このシリーズ中に藤波VS木村の1試合だけの興行をやらせる。場合によっては、無観客試合でやることになるかもしれない」とコメントした。木村は1月4日以降の日程を無断で欠場し、これを受けて藤波は「今晩、木村と直接連絡を取って話し合う。1月14日に後楽園ホールを仮予約してあるので、やる意思があるのかないのか確かめる」とコメントした。1月8日、1月14日に後楽園ホールにおいて藤波VS木村のワンマッチ興行を行うことが正式に発表された。ワンマッチ興行に際しては、後楽園ホールを仮予約から本予約に切り替えた他、開催2日前である1月12日放送の「ワールドプロレスリング」にて告知がなされた。試合前日である1月13日には上田馬之助がレフェリーに名乗りを挙げ、上田がレフェリーをが務める事になった。
当日のチケットは大人2000円・子供1000円均一の当日券のみかつ全席自由席とした他、当日券を求める行列が6時30分ごろから出始め、行列は後楽園駅まで続いた。正午過ぎから発売された当日券は当初の予定分は2時間で売り切れた他、追加で300枚を発売し、2200人の超満員札止めとなった。その際入場できなかった観客が約700人いたという。
なお、この試合は1月19日、東大阪大会の録画中継（東大阪大会は1月16日開催）の冒頭で録画中継されたが、急遽組まれたために、既にタレント活動もしていた古舘伊知郎の都合がつかず（試合当日は古館が司会を務めている「夜のヒットスタジオDELUXE」の放送日でもあった）、映像に後で実況を被せる手法が取られた。これは音声では解説をしているはずの山本小鉄が、リングサイドで立ち働く姿が映像に何度も出てくるところから判明した。　
両者の試合運びで注目すべきは、当日「完全決着戦」の色合いが濃かったため、リング中央のスプリングがはずされ、両者はわざと急角度でボディスラムを敢行したり、意識的にグラウンドでの攻防を魅せたりと、試合の前半は非常に原始的でオーソドックスな展開となった。木村はロープワークの流れでカウンターでの絶妙な稲妻を見せたりした。
木村は、普段は地方会場はもちろんのこと、大会場での試合においてであっても自らの持ち技以外めったに大技（言い方を変えれば観客をアッと言わせる決め技）を使わないが、この日は、トップロープ上に駆け上がった藤波に対して（つまり上空に向かって）稲妻を敢行するなど、非常に積極的な動きが目立っていた。
興行自体もワンマッチ興行のために約80万円の使用料（当時、現在の後楽園ホールのプロレス興行における使用料は応談となっている）を支払ったにもかかわらず、約400万円の収入となった。当時の関係者は「会場を両国国技館にすればよかった」と悔やんでいたという。
木村の藤波に対する執念は相当なものであり、毎年の初詣で「高級車を買う、家を買う、藤波に勝つ」と3つの祈願と絵馬奉納をしていた。しかし初めの2つの願いは叶ったが、藤波に勝つ願いは遂に叶わなかった。

## 得意技
- 稲妻レッグラリアット→木村の引退を受けて、当時同門の後輩であった垣原賢人が同郷の偉大な先輩（共に新居浜市出身）にあやかってと左脛に巻いていた稲妻サポーターを継承した。同じく同市出身の女子レスラーであった愛川ゆず季も使用したことがある。
- トライアングル・スコーピオン→ファンからの投書を読み、誕生した。
- ドリル・ア・ホール・パイルドライバー
- パワーボム
- バックドロップ
- ユキーデ式ソバット
- ボクシング式パンチ
- 回転エビ固め
- ローキック
- 張り手
- 雪崩式ブレーンバスター→東京スポーツ紙上で阿修羅・原が公開したのを見て、見よう見まねで試合で初めてトライしたが、相手の藤波に切り返され失敗に終わる。
- ラリアット→平成維震軍とUWFインターナショナルの対抗戦において金原弘光相手にこの技を決め、最後はパワーボムで固めた。
- ペンデュラム・バックブリーカー→ジュニアヘビー時代に多用していた。
- プランチャ・スイシーダ（若手時代）
- 首固め→ジャパンカップ争奪タッグリーグ初戦のvsマサ斎藤・長州力組（パートナーは藤波辰彌）において大流血に見舞われながらも長州力から3カウントを奪った。
- 逆さ押さえ込み→新日本vsUWFの5対5イリミネーションマッチにおいて山﨑一夫のエルボースマッシュの連打を掻い潜り3カウントを奪って新日軍に最初の勝利をもたらした。
- レッグラリアットを用いてのサンドイッチ式攻撃（藤波のラリアット、越中のヒップアタック等）

## 主なタッグパートナー
- 藤波辰巳（新日ニューリーダーズ / 初代IWGPタッグ王者コンビ）
- 坂口征二（師弟コンビ）
- 木戸修（KKコンビ）
- 越中詩郎（反選手会同盟→平成維震軍）
- ジョージ高野
- 石川孝志（初代BJW認定タッグ王者コンビ）

## タイトル歴
ナショナル・レスリング・アライアンス
- NWAインターナショナル・ジュニアヘビー級王座：1回[8]

NWAハリウッド・レスリング
- NWAアメリカス・タッグ王座：2回（w / ミスター・イトー、ロディ・パイパー）[4]

EMLL
- NWA世界ライトヘビー級王座：1回[7]

新日本プロレス
- ジャパンカップ争奪タッグリーグ戦：1回（w / 藤波辰巳）
- IWGPタッグ王座：4回（w / 藤波辰巳×4）

ワールド・レスリング・フェデレーション
- WWFインターナショナル・タッグ王座：1回（w / 藤波辰巳）

大日本プロレス
- BJW認定タッグ王座：1回（w / 石川孝志）

プロレス大賞
- 技能賞（1980年）
- 殊勲賞（1985年）
- 殊勲賞（1987年）
- 最優秀タッグチーム賞（1992年 w / 越中詩郎&青柳政司&齋藤彰俊）

## 入場テーマ曲
- ビューティフル・フライト（作曲：淡海悟郎。LP「新日本プロレス・スーパーファイターのテーマ」に収録。原曲はフジテレビ系特撮人形劇『Xボンバー』の劇中BGM）
- Critter Skitter（The Critters [Soundtrack]に収録）
- ブラック・ストーム

## 芸能活動
美声で知られ、歌手としても活動している。『らしくもないぜ』『デュオ・ランバダ』などのオリジナル曲が発売されている(中でもこの２曲は、健吾が現役を引退した後もなお、プロレスファンの間でふと話題に出ることが多い)。毎年「大晦日はスケジュールを空けてある」とNHK紅白歌合戦からのオファーを30年以上待ち続けているが、未だオファーは来ていない。ライバル藤波の出した迷曲『マッチョ・ドラゴン』を「あんなもの歌ではなく雑音だ。頭のてっぺんから音が出ている。逆立ちしても俺のがうまい」と言うも、猪木から「実力と人気は違うからな」と言われ、売上では大敗した。
主に1980年代にはバラエティ番組にも時折出演していた。タモリ倶楽部には自身のレコード曲のプロモーション映像を作るという企画で出演した。
1973年 - 1984年に毎日放送で放送されていた『モーレツ!!しごき教室』内の、吉本芸人がプロレスに挑戦するコーナーに、藤波や若手選手らと不定期で出演していた。健吾が、顔が似ていると言われる間寛平に技をかけようとする際、寛平が必死に抵抗。遂に捕まるが、そこで寛平が健吾の乳首を吸うという名場面があった。
俳優としても数作にカメオ出演しており、1985年の映画『ビー・バップ・ハイスクール』に戸塚水産高校の教師役で、1987年に仲村トオル主演の『新宿純愛物語』に大矢健一と共にヤクザ役で、『あぶない刑事』のスタッフが手掛けた『あきれた刑事』第一話では、留置所で、内海演じる時任三郎と一騎打ちし、最後は敗れた。
当時テレビ朝日のヒット曲の紹介番組であった深夜番組の『若原瞳のラブリー10』にも度々ゲスト出演していた。また、『山口良一のオールナイトニッポン』のレギュラーコーナー「闘魂スペシャル」に古舘伊知郎と共にゲスト出演した際、古舘は「私はこの健吾さんの歌を聞いて玄人はだしの、女性をも泣かす歌声。つまり『孤独』と書いて“ひとり”と読む新しい国語が生まれました」と紹介した。

### ディスコグラフィ
1. らしくもないぜ／紅の別離（クラウンレコード、1981年）
2. 孤独／しあわせ挽歌（テイチクレコード）
3. 泣きながらアイ・ラブ・ユー／札幌レイニー・ナイト（BMGビクター、1989年）
島崎博美とのデュエット「KEN&HIRO」名義。
4. 二人のクラブ／愛の夜明け（不詳）
5. デュオ・ランバダ／デュオ・ランバダ2（センチュリーレコード、1990年）
中山朋子とのデュエット。
6. 稲妻伝説 LEGEND OF KENGO KIMURA（シルバーレコード、2001年）
引退記念ミニアルバム。矢沢永吉「時間よ止まれ」や河島英五「酒と泪と男と女」のカバーほか計6曲を収録。

## 政治活動
1998年の第18回参議院議員通常選挙に民主党から比例区で立候補した。その時、自らハーレーダビッドソンを乗り回して、全国遊説していた。この選挙では比例名簿順位12位に登載された野球解説者の江本孟紀が名簿順位の低さに民主党の選挙運動を凍結する動きを見せたが、木村は23位という当選可能性の低い順位だったにもかかわらず「どんなに苦しくても最善を尽くすべきだ」と批判した。結果、江本はぎりぎりの下位当選、木村は選挙前から落選が確実視され、開票5時間前に敗北宣言している。
2011年4月24日の第17回統一地方選挙として行われた東京都品川区議会議員選挙で初当選。後援会名は稲妻倶楽部。2015年4月26日
の第18回統一地方選挙で2選。2019年4月21日の第19回統一地方選挙で3選。2023年4月23日の第20回統一地方選挙で4選。
妻の木村洋子は1991年に目黒区議選に社会民主連合公認で立候補し初当選。以後無所属→民主党と所属政党を変えながら6期24年を務めた。元々は健悟が立候補を希望していたが、テレビ朝日系列の金曜8時ゴールデンタイムの「ワールドプロレスリング」に出ていて全国区の知名度があり、まだ30代でバリバリの現役レスラーだった健悟に目黒区議はもったいないとの理由で妻の洋子が立候補した（洋子はその後、6期連続当選を果たし、目黒区議会副議長をも勤めた）。2004年には洋子がひったくりの被害に遭い、健悟が新日本プロレス事務所でライオンマークをバックにタイトルマッチの調印式さながらの記者会見を行い、民放のニュースでも流れた。
長男の木村寛紀（1978 - ）も2007年に大田区選挙区から東京都議補選、大田区議会議員選挙、2019年4月21日の東京都目黒区議会議員選挙に立候補したが、いずれも落選に終わっている。
衆議院議員松原仁が代表を務める政策グループ「ガンバル」のメンバー。
品川区建設委員長、オリンピック・パラリンピック推進特別委員長、議会運営委員会、スポーツ協会評議員、青少年問題協議会委員。元品川区予算特別副委員長、元品川区オリンピック・パラリンピック推進特別副委員長などを歴任した。

## エピソード
- 大相撲を辞めた理由は、まわしの結び目がこすれ、腰椎分離症になったことであるという。それでも辞めさせてもらえなかったため「マゲがあったんで、夜中に包かぶりして、泥棒みたいにコソっと部屋を抜け出し（相撲部屋を）家出したんです」と告白している。
- 1979年、メキシコから凱旋帰国する際に新日本プロレス取締役営業本部長新間寿に「整形して目を二重にしてパッチリさせろ」と極秘司令を受けたが、整形しなかった。新間は「せっかく勧めたのに、あいつ整形を断ったんだよ～。でも間寛平にソックリだろ。全くさ」と整形指令を断った。[22]
- 自身のプロレス人生の中で一番の思い出として、藤波とのワンマッチ興行とともに、“プロレスラーとしてデビューできたこと”を挙げている。少年時代は札付きのワルであったことから、プロレスデビューした際には“やっと親孝行できた”と、思わず父親に電話をしたという。地元に帰ると、かつて後ろ指を刺されていた自分にみんなが笑ってくれ、父親の嬉しそうな顔がたまらなかったという。
- 若手時代から藤原喜明との不仲は有名で（藤原が一方的に嫌っていた）、村松友視はこの二人を主人公にした短編小説を書いている。歳は藤原が上だが、入門は木村の方が数ヶ月先輩で、さらに木村は日本プロレスを経て新日本プロレスに入り、藤原は最初から新日本に入ったため、新日本プロレスにおけるキャリアは藤原の方が長いという複雑な序列関係だった。 2009年9月に放送された『アメトーーク　俺たちのプロレスオールスター戦』において、藤原から膝十字固めを極められた木村が「いたーい！ダメダメダメ。助けてー!!」と叫んで(いるのではないかと思われる)ギブアップ負けする映像が紹介された。
- 片山明が頸椎損傷の重傷を負い解雇となったとき、当時選手会長だった木村が全選手とファンの署名を集め、片山の解雇を撤回させた。
- 札幌大会で蝶野と越中が仲間割れした際、観客から「健悟！仲裁しろー！」との声が挙がると、その場にいなかったにもかかわらず、大“健悟コール”が起こった。
- 引退後、新日本プロレスのスカウト部長だった頃、選手の大規模なリストラが始まった際、「誰が辞めればいいか、考えたときに、一番最初に、自分だと思った」と、自ら退職を名乗り出たと言われている。
- 付け人をやっていた武藤敬司から「俺、木村さんみたいなプロレスラーになりたいなぁ。立場が楽だから」と言われ、控室が大爆笑になった。
- 相撲出身者には見えないスリムな体型であり、稲妻ダイエットというダイエット法を広めている。
- 長年、福祉活動を展開しており、シリーズが終わると車イスを購入し、地元や出身地の四国に寄付していた。郵送ではなく手渡さなければダメと四国まで車を運転して行き、直接手渡していた。
- カカア天下であるがおしどり夫婦である。元々倍賞美津子の大ファンだった健悟が、当時倍賞にそっくりだった洋子夫人に一目惚れしたのを実らせた。健悟は「猪木さんが倍賞さんと別れた時、『何で別れちゃったんだろ？』って思ってました」と述べている。
- 寿司屋、携帯電話販売代理店、リサイクルショップ、独自のダイエット法の稲妻ダイエットなど実業家としても活躍している。
- 東京近郊の試合ではバイクで行くことが多いが、バイクで行くと土砂降りの雨が降ることが多い。
- ロサンゼルスで妻洋子と車でディズニーランドに行こうとしたが間違えてデニーズに入った。
- LAでの運転免許取得の際、試験に車を運転して行ったというエピソードを持つ。
- 顔が間寛平に似ていると言われ、主に関西の会場を中心に、“寛平コール”が起こるなど独特な人気があった。  ちなみに、健悟の選手名鑑の好きな食べ物の欄には、毎年バナナと書かれていた。
- 引退後は東京近郊の試合に顔を出し、試合に納得できない観客が騒いだりすると「選手も一生懸命頑張っているんだから」と諭し、サインや記念撮影をしてあげたりしてファンをなだめている。また、サインをねだる少年たちを冷たくあしらう長州に対して「おい、サイン位はしてやりなよ」と一喝したこともある。
- 特に引退後は猪木と親しく、一緒に食事に行ったり、被災地支援に行ったりしている。
- 2011年、初孫が生まれておじいちゃんになる。アントニオ猪木の本名・猪木寛至の寛の字を拝借して寛尚（カンナ）と命名しブログで公表するも、2日後に寛奈の間違いだったと訂正する。ちなみに、長男にも猪木寛至の寛の字をとって寛紀と名付けている [23]。

## メディア出演

### テレビ
- ビートたけしのTVタックル（政治家として、2018年2月18日、テレビ朝日）

### 映画
- ビー・バップ・ハイスクール（1985年、東映）‐ 戸塚水産教師・浅田 役
- 新宿純愛物語（1987年、東映）‐ 狂犬四天王・政 役

### ドラマ
- あきれた刑事（1987年10月21日、日本テレビ）‐ 松山役（第1話で内海演じる時任三郎と、留置所で死闘を繰り広げる。）

## 著書
- 平成維震軍「覇」道に生きた男たち（2020年1月23日、辰巳出版）越中詩郎、小林邦昭、木村健吾、ザ・グレート・カブキ、青柳政司、齋藤彰俊、AKIRAによる共著